# Walentina Tierieszkowa
Walentina Władimirowna Tierieszkowa (ros. Валентина Владимировна Терешкова; ur. 6 marca 1937 w m. Bolszoje Maslennikowo) – radziecka kosmonautka, inżynierka, Bohater Związku Radzieckiego (1963) i Lotnik Kosmonauta ZSRR. Deputowana do Rady Najwyższej ZSRR VII-XI kadencji (1966–1989), członkini Prezydium Rady Najwyższej ZSRR (1974–1989), deputowana do Dumy Państwowej Federacji Rosyjskiej (od 2011). Przewodnicząca Komitetu Kobiet Radzieckich (1968–1987) i Związku Radzieckich Towarzystw Przyjaźni i Stosunków Kulturalnych z Zagranicą (1987–1992).
Pierwsza kobieta w kosmosie i jedyna w dotychczasowej historii, która odbyła lot kosmiczny w pojedynkę. Pierwsza kobieta-generał w historii Rosji.
Ze względu na swoje poparcie dla inwazji Rosji na Ukrainę znalazła się na liście osób objętych międzynarodowymi sankcjami ze strony Unii Europejskiej, Stanów Zjednoczonych i kilku innych państw.

## Życiorys

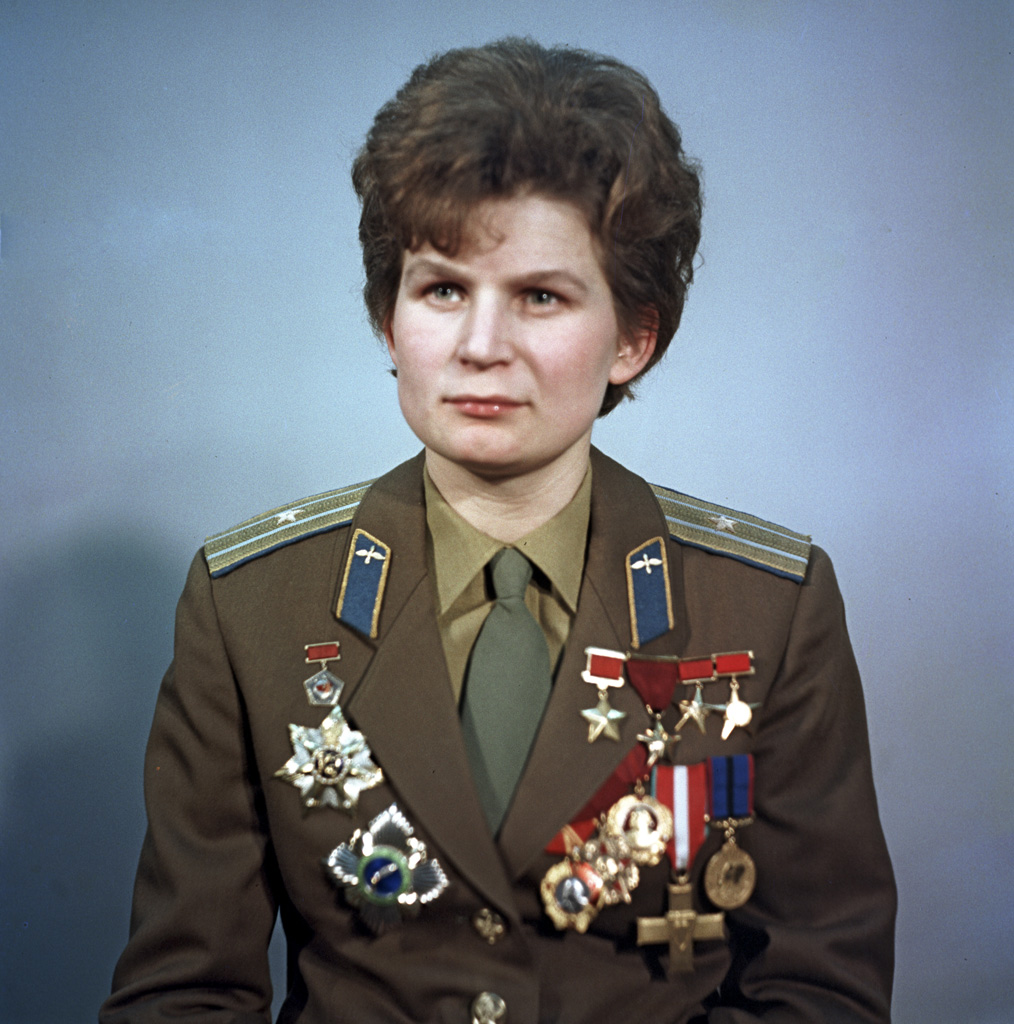
W mundurze majora Wojskowych Sił Powietrznych ZSRR (1969)

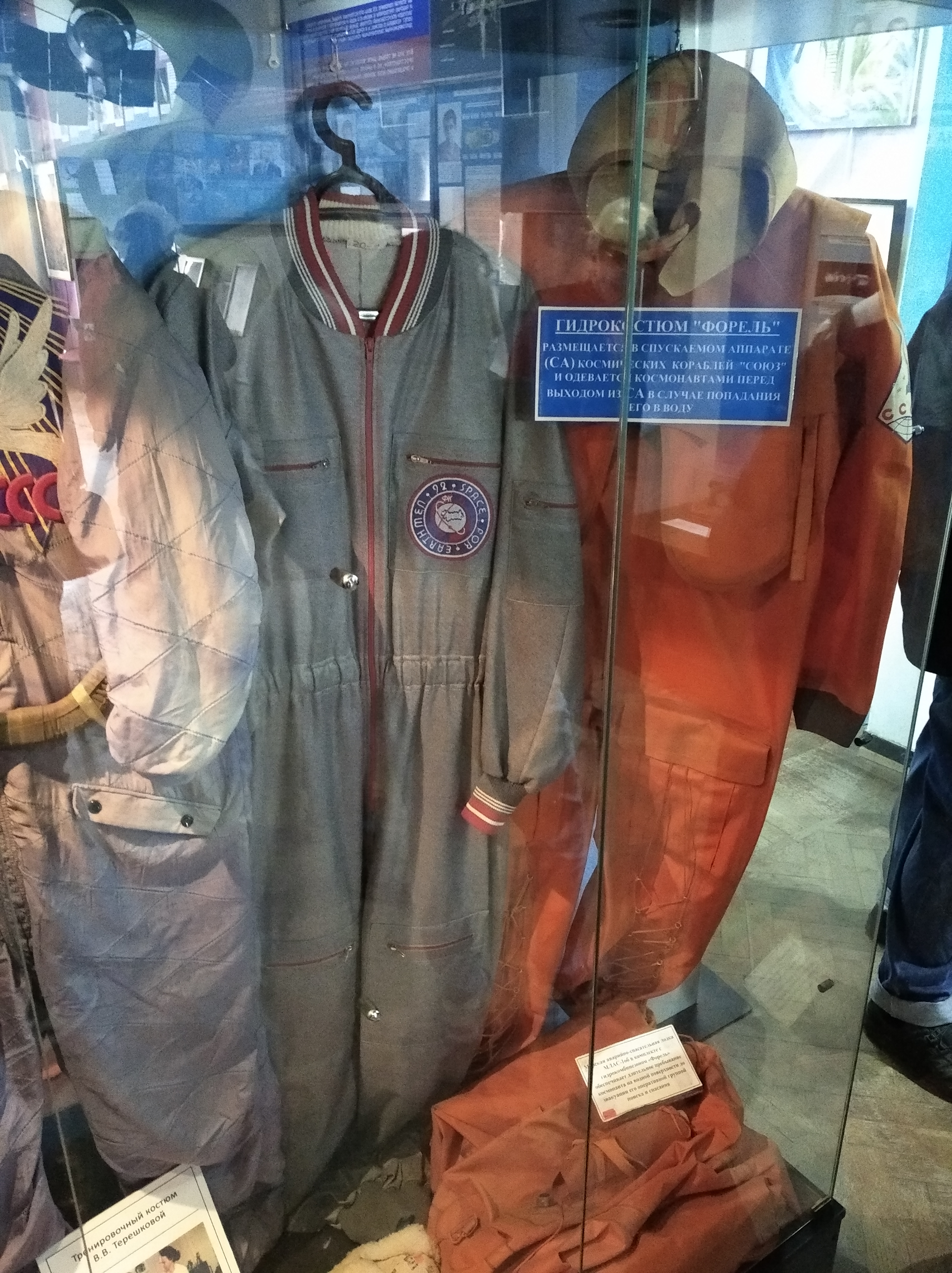
Kombinezon treningowy Tierieszkowej

Urodziła się we wsi Bolszoje Maslennikowo, odległej o 40 kilometrów od Jarosławia, w obwodzie jarosławskim w ZSRR. Jej ojciec, Władimir Aksionowicz Tierieszkow, był traktorzystą i poległ w czasie ataku ZSRR na Finlandię, matka była kołchoźnicą. Wtedy pozostała część rodziny przeprowadziła się do Jarosławia, gdzie matka Walentiny pracowała jako robotnica w fabryce. Po ukończeniu szkoły młoda Tierieszkowa sama została włókniarką. W trakcie pracy w kombinacie ukończyła zaoczne technikum włókiennicze. W fabryce Krasnyj Pieriekop w Jarosławiu wstąpiła do Komsomołu, gdzie była sekretarzem.
Po locie Gagarina napisała list, w którym wyraziła nadzieję, że być może ona także poleci kiedyś w kosmos. List zwrócił uwagę komisji wybierającej przyszłych kosmonautów, kierowanej przez Kamanina. Nikołaj Kamanin ze względów propagandowych wybrał Tierieszkową wraz z czterema innymi kobietami do przeszkolenia na kosmonautki. Od 1958 roku należała do sekcji spadochronowej aeroklubu w Jarosławiu. Pierwszy skok wykonała 21 maja 1959 roku. Łącznie wykonała 126 skoków. Wraz z nowym zadaniem otrzymała stopień porucznika lotnictwa i przeszła intensywne przeszkolenie na dwumiejscowym MiG-u, jednak nie odbyła ani jednego samodzielnego lotu.
16 lutego 1962 została wybrana jako kandydatka na kosmonautkę i skierowana na szkolenie dla kosmonautów.
16 czerwca 1963 roku rozpoczęła lot na statku Wostok 6, który trwał 2 doby 22 godziny 50 minut i 8 sekund. Lądowanie miało miejsce 19 czerwca 1963 roku po okrążeniu Ziemi 48 razy. Chruszczow po locie zauważył, że lot trwał dłużej niż wszystkie dotychczasowe loty astronautów amerykańskich razem wzięte. Powróciła do Moskwy na czas, żeby przemówić na forum obradującego na Kremlu Międzynarodowego Kongresu Kobiet. Następnie wyruszyła w podróż po świecie, odwiedzając Indie, Pakistan, Stany Zjednoczone oraz Polskę (23 października 1963). Po powrocie z kosmosu została uhonorowana tytułem Bohatera Związku Radzieckiego. Pomimo wcześniejszych planów, kolejna kobieta poleciała w kosmos dopiero 19 lat później (Swietłana Sawicka).
Po locie Tierieszkowa studiowała w Wojskowym Instytucie Lotnictwa im. Żukowskiego w Moskwie, którą ukończyła w 1969 roku jako inżynier kosmonauta, a w 1977 roku obroniła pracę doktorską.
22 stycznia 1969 roku wyszła bez szwanku z zamachu na Breżniewa, gdy zamachowiec pomylił samochody i ostrzelał ten, w którym na uroczyste spotkanie na Kremlu podążała grupa kosmonautów.
W 1967 roku została wybrana do Rady Najwyższej ZSRR, a w 1974 roku została członkiem prezydium Rady Najwyższej ZSRR. Od 1971 do 1991 roku była członkiem Komitetu Centralnego Komunistycznej Partii Związku Radzieckiego. W 1989 roku została wybrana do Rady Narodowości ZSRR. W 1997 roku przeszła na emeryturę w randze generała lotnictwa.
Była kierownikiem rosyjskiego rządowego Centrum Współpracy Międzynarodowej (2003).
W 2007 roku podczas obchodów swoich 70. urodzin w rezydencji Władimira Putina w Nowo Ogarowie oświadczyła, że chce umrzeć na Marsie.
Podczas XXII Zimowych Igrzysk Olimpijskich w Soczi, Tierieszkowa była jedną z ośmiu osób niosących flagę olimpijską.

### Życie prywatne
3 listopada 1963 roku poślubiła kosmonautę Andrijana Nikołajewa (1929–2004), w 1964 roku urodziła córkę Jelenę. Ich ślub był wielkim wydarzeniem na moskiewskiej scenie publicznej. W 1982 roku rozwiedli się, jej drugi mąż, Julij Szaposznikow, zmarł w 1999 roku.

## Loty kosmiczne
Brała udział w jednej misji kosmicznej – Wostok 6. Została dziesiątym człowiekiem w kosmosie i szóstym kosmonautą radzieckim.

### Dane lotu
| Statek kosmiczny | Funkcja          | Data startu     | Data lądowania  | Czas trwania lotu                    |
| ---------------- | ---------------- | --------------- | --------------- | ------------------------------------ |
| Wostok 6         | kosmonauta-pilot | 16 czerwca 1963 | 19 czerwca 1963 | 2 dni 22 godziny 50 minut i 8 sekund |

## Aktywność społeczna
W 2011 roku została wybrana do Dumy Państwowej Federacji Rosyjskiej z ramienia partii Jedna Rosja z listy regionalnej Jarosławia. Tierieszkowa wraz z Eleną Mizuliną, Iriną Jarową i Andriejem Skochem jest członkiem międzyfrakcyjnej grupy deputowanych do spraw ochrony wartości chrześcijańskich; na tym stanowisku poparła wprowadzenie poprawek do rosyjskiej konstytucji, zgodnie z którymi „prawosławie jest podstawą tożsamości narodowej i kulturowej Rosji”. Wiceprzewodnicząca Komisji Dumy Państwowej ds. Struktury Federalnej i Samorządu Lokalnego od 21 grudnia 2011.

## Odznaczenia i nagrody

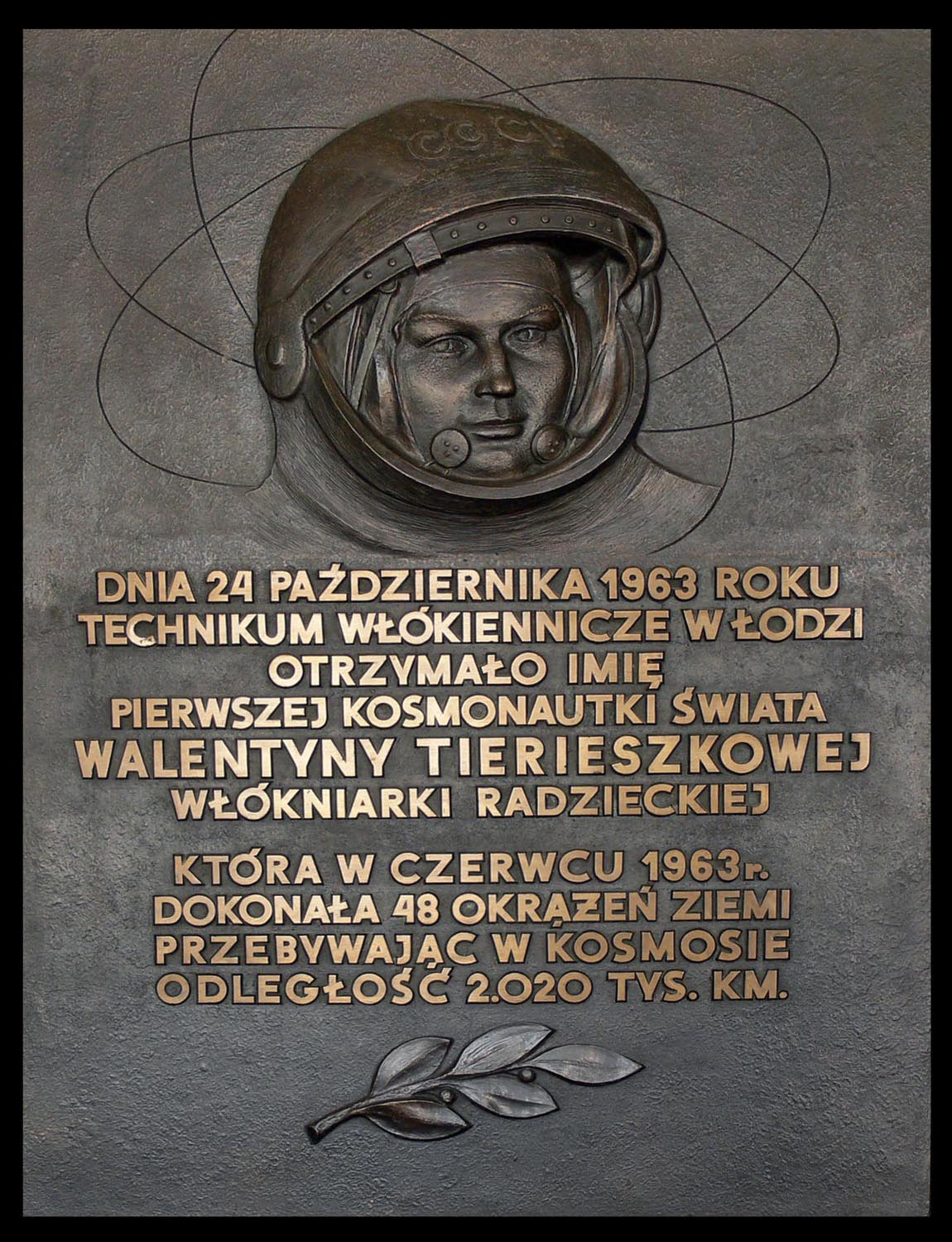
Tablica upamiętniająca Tierieszkową w Technikum Włókienniczym w Łodzi

- Złota Gwiazda Bohatera Związku Radzieckiego
- Order „Za zasługi dla Ojczyzny” I, II, III i IV klasy
- Order Gagarina – 2023[12]
- Order Honoru
- Order Lenina (dwukrotnie)
- Order Rewolucji Październikowej
- Order Czerwonego Sztandaru Pracy
- Order Przyjaźni Narodów
- Order Przyjaźni
- Order Georgi Dimitrowa
- Krzyż Wielki Orderu Bernardo O’Higginsa
- Order Klementa Gottwalda
- Wielka Wstęga Orderu Nilu
- Order Volty (Ghana)
- Order Gwiazdy II klasy (Indonezja)
- Order Flagi Jugosławii I klasy
- Order Suche Batora
- Order Karla Marksa
- Krzyż Wielki Orderu Słońca Peru
- Order Krzyża Grunwaldu I klasy[13]
- Order Flagi Węgierskiej Republiki Ludowej z Diamentami I klasy
- Universal Astronaut Insignia za lot orbitalny (nr 10) – Stowarzyszenie Uczestników Lotów Kosmicznych (Association of Space Explorers(inne języki))[14]

Jest honorowym obywatelem 18 miast na całym świecie, m.in.: Kaługi, Jarosławia, Karagandy, Bajkonuru, Witebska, Bratysławy.

## Upamiętnienie
- W 1964 roku stała się przebojem w Polsce piosenka pt. Wala twist, napisana ku czci pierwszej kosmonautki, a wykonywana przez żeńską grupę wokalną – Filipinki.
- Jej nazwiskiem nazwano jedną z gromad w grze Mass Effect studia Bioware.
- W latach 60. XX wieku jej nazwiskiem została upamiętniona jedna z ulic w Dąbrowie Górniczej. Nazwy nie zmieniono podczas dekomunizacji w 2017 roku[15].